# Manu Vatuvei
Manu Vatuvei (* 4. März 1986 in Auckland) ist ein neuseeländischer Rugby-League-Spieler. Er spielt in der NRL für die New Zealand Warriors. Mit der neuseeländischen Nationalmannschaft gewann er 2008 die Rugby-League-Weltmeisterschaft, 2005 die Tri Nations sowie 2010 und 2014 das Nachfolgeturnier Four Nations.

## Beginn der Karriere
Vatuvei wuchs in Ōtara auf, einem Vorort von Auckland und besuchte das Sir Edmund Hillary Collegiate. Anfangs spielte er Rugby für die Otara Scorpions und die Otahuhu Leopards in der Auckland Rugby League, bevor er im Bartercard Cup sein Debüt für die Otahuhu Ellerslie Leopards hatte. Im Alter von 16 Jahren wurde er Teil des „development squad“ der New Zealand Warriors.

## Professionelle Karriere
2004 hatte Vatuvei sein Debüt für die Warriors in Runde 11 gegen die Sydney Roosters. Insgesamt absolvierte er in seinem ersten Jahr fünf Spiele.
2005 legte er in Runde 4 seinen ersten Versuch gegen die South Sydney Rabbitohs. Insgesamt legte er in der Saison 2005 neun Versuche in 12 Spielen. Nach dem Ende der Saison nahm er mit Neuseeland an den Tri Nations teil. Sein erstes Spiel war am 16. Oktober gegen Australien. Er nahm an allen fünf Spielen des Turniers teil und legte drei Versuche, zwei davon im 24:0-Finalsieg gegen Australien. Von der RLIF, dem Rugby-League-Weltvervand, erhielt er in diesem Jahr den Rookie of the Year Award.
2006 legte er 10 Versuche in 18 Spielen, was ihn zum Top Try Scorer der Warriors machte, und nahm mit Neuseeland erneut an den Tri Nations teil. Bei den Tri Nations legte er zwei Versuche in fünf Spielen und schaffte es mit Neuseeland erneut ins Finale, in dem sie in der Verlängerung 12:16 gegen Australien verloren.
2007 nahm Vatuvei das erste Mal mit Neuseeland am traditionellen ANZAC Test gegen Australien teil, in dem er einen Versuch legte. Für die Warriors legte er 10 Versuche in 23 Spielen, womit er zusammen mit Jerome Ropati und Michael Witt der Top Try Scorer der Warriors war.
2008 war Vatuveis mit Abstand erfolgreichstes Jahr. Zwar brach er sich in Runde 7 gegen die Gold Coast Titans das Bein, doch er erholte sich schnell und sollte eine große Rolle bei der Playoffqualifikation der Warriors spielen. In der letzten Runde spielten die Warriors gegen die Parramatta Eels und brauchten einen Sieg, um sich für das Ausscheidungsplayoff zu qualifizieren. Das letzte Aufeinandertreffen der Warriors mit den Eels war in Runde 11 gewesen, damals hatte man unter anderem auch wegen Vatuveis damals sehr schlechten Kicks 6:30 verloren. Diesmal jedoch kickte Vatuvei ausgezeichnet und erzielte einen Hattrick, wodurch die Warriors 28:6 gewannen und in die Playoffs einzogen. Dort schlug man die Melbourne Storm 18:15 in Olympic Park, in dem die Storm während der regulären Saison nur zwei Spiele verloren hatten. Auch in diesem Spiel spielte er eine große Rolle, da die Warriors zwei Minuten vor Schluss 14:15 zurücklagen, als Vatuvei die Verteidigung durchbrach, 40 Meter rannte und den Ball zu Michael Witt passte, der die restlichen 20 Meter durchsprintete und den spielentscheidenden Versuch legte. Im 30:13-Viertelfinalsieg gegen die Sydney Roosters legte Vatuvei erneut einen Versuch, bevor die Warriors im Halbfinale mit 6:32 an den Manly-Warringah Sea Eagles scheiterten. Insgesamt hatte er in 17 Spielen 16 Versuche gelegt, womit er der Top Try Scorer der Warriors war. Nach Ende der Saison nahm er mit Neuseeland an der Rugby-League-Weltmeisterschaft teil. Dort stellte er einen neuen Rekord auf, als er in der Gruppenphase gegen England vier Versuche legte. Er nahm an allen fünf Spielen teil und gewann mit Neuseeland im Finale 34:20 gegen Australien. Von der RLIF wurde er zum Winger of the Year gewählt.
2009 war er mit 13 Versuchen in 19 Spielen erneut der Top Try Scorer der Warriors und nahm mit Neuseeland erneut am ANZAC Test gegen Australien teil, in dem er einen Versuch legte.
2010 nahm er am ersten NRL All-Stars Game teil und absolvierte in Runde 13 sein 100. NRL-Spiel. Am 24. August verlängerte er seinen Vertrag bei den Warriors bis 2013. 2010 legte er 20 Versuche in 19 Spielen, womit er zum vierten Mal in Folge Top Try Scorer der Warriors war. Im Ausscheidungsplayoff gegen die Gold Coast Titans legte er zudem seinen insgesamt 78. Versuch für die Warriors, womit er Stacey Jones als Top Try Scorer der Warriors überholte. Nach Ende der Saison nahm er mit Neuseeland an den Four Nations teil, allerdings schied er bereits nach dem Eröffnungsspiel gegen England wegen eines gebrochenen Arms aus.
2011 war er mit 12 Versuchen in 19 Spielen zum fünften Mal in Folge Top Try Scorer der Warriors, die es dieses Jahr ins NRL Grand Final schafften, wo man den Manly-Warringah Sea Eagles unterlag. An den Four Nations nahm er 2011 nicht teil, da er medizinische Tests nicht bestanden hatte.
2012 nahm er das zweite Mal am All-Stars Game teil, in dem er dieses Mal einen Versuch legte und nahm erneut am ANZAC Test teil. Da sich Simon Mannering, der eigentliche Kapitän der Warriors, verletzt hatte, war er mehrere Spiele lang Kapitän der Warriors. In Runde 23 legte er gegen die North Queensland Cowboys seinen 100. Versuch für Warriors, womit er der erste Spieler war, der das geschafft hatte. In der nächsten Runde absolvierte er sein 150. NRL-Spiel. Er war mit 12 Versuchen in 20 Spielen erneut Top Try Scorer der Warriors, diesmal musste er sich den Titel allerdings mit Shaun Johnson und Konrad Hurrell teilen.
Am 8. Mai 2013 verlängerte Vatuvei seinen Vertrag bei den Warriors bis 2015. Er war mit 16 Versuchen in 19 Spielen zum siebten Mal in Folge Top Try Scorer und nahm nach Saisonende das zweite Mal an der Rugby-League-Weltmeisterschaft teil. In Neuseelands erstem Spiel gegen Samoa legte er einen Hattrick, insgesamt legte er während der WM vier Versuche in vier Spielen. Er schaffte es mit Neuseeland erneut ins Finale, wo man sich Australien mit 2:34 geschlagen geben musste.
2014 legte er 17 Versuche in 23 Spielen, was ihn zum wiederholten Male zum Top Try Scorer der Warriors machte und nahm nach Saisonende mit Neuseeland zum dritten Mal an den Four Nations teil. Dort legte er drei Versuche in drei Spielen, zwei davon im Finale, das Neuseeland 22:18 gegen Australien gewann. Durch den letzten Versuch löste er Nigel Vagana als Top Try Scorer der neuseeländischen Nationalmannschaft ab.
2015 nahm Vatuvei mit den Warriors an den NRL Auckland Nines teil, und spielte zum dritten Mal für die NRL All Stars im All-Stars Game. Er nahm erneut am ANZAC Test teil, in dem er einen Versuch legte und den Neuseeland 26:12 gewann, was ihnen seit 1998 nicht mehr gelungen war. In Runde 6 absolvierte er sein 200. NRL-Spiel, in dem er einen Versuch legte. In Runde 22 zog er sich eine Schulterverletzung zu, wodurch er für den Rest der Saison ausfiel. Trotzdem hatte er in 16 Spielen 11 Versuche gelegt, wodurch er der erste NRL-Spieler wurde, der in 10 aufeinanderfolgenden Saisons mindestens 10 Versuche legte.